# 美丽马醉木
美丽马醉木（学名：Pieris formosa）为杜鹃花科马醉木属下的一个种。